# Assadollah Assadi
Assadollah Assadi (Perzisch: اسدالله اسدی, 22 december 1971) is een Iraanse diplomaat, spion en terrorist. Hij zat in 2018 achter een verijdelde aanslag tegen een oppositiecongres in Frankrijk en werd daarvoor in 2021 veroordeeld, maar tijdens de uitvoering van zijn straf werd hij in 2023 door België overgedragen aan Iran in ruil voor de vrijlating van Olivier Vandecasteele en drie andere Europeanen.

## Aanslagplan, veroordeling en vrijlating
Tijdens de Iran-Irak-oorlog maakte Assadi carrière in het Iraanse Ministerie van Inlichtingen en Nationale Veiligheid (MOIS). Voor het Departement 312 hield hij zich bezig hield met de Iraanse opposanten in Europa en met contraterrorisme. Bij wijze van dekmantel werd hij als diplomaat geposteerd in de Oostenrijkse hoofdstad Wenen. Hij was er derde in rang, maar stuurde tegelijk slapende terreurcellen aan. 
Na een tip van de Israëlische Mossad werd Assadi, die een lijnvlucht Teheran-Wenen had genomen, geobserveerd door undercoveragenten. Ze zagen hoe hij op 28 juni 2018 in Luxemburg een tas overhandigde aan Amir Saadouni en Nasimeh Naami, een Belgisch koppel van Iraanse afkomst. Twee dagen later werd dit koppel door Belgische speciale eenheden klemgereden in Stokkel bij Brussel. Ze bleken in hun Mercedes TATP-springstof, een ontsteker en een afstandsbediening te vervoeren. Na de onderschepping kwam de bom tot ontploffing bij de betasting door een robot van DOVO, maar dankzij de ingestelde perimeter was er geen ernstige schade aan personen. Op 1 juli 2018 werd Assadi in het Duitse Aschaffenburg gearresteerd terwijl hij zich naar Wenen in veiligheid probeerde te brengen. Een vierde persoon die de aanslag beraamde, de dichter Mehrdad Arefani, werd door de Franse politie aangehouden.
Saadouni en Naami waren met de explosieven onderweg naar Parijs, waar ze een worstenkraam zouden uitbaten op de jaarlijkse massabijeenkomst van de Nationale Raad van Verzet van Iran, georganiseerd door de Iraanse Volksmoedjahedien (MEK). Deze Free Iran Rally werd op 1 juli van dat jaar gehouden in de congreshal van Villepinte met Rudy Giuliani als hoofdspreker, naast andere internationale politici.
Na deze samenwerking tussen de Duitse, Franse en Belgische ordediensten werd Assadi uitgeleverd aan België. Het Oberlandesgericht van Bamberg verwierp zijn beroep op diplomatieke onschendbaarheid. Het proces van de vier vond plaats voor de correctionele rechtbank van Antwerpen. Assadi liet niets los over zijn opdrachtgevers, terwijl het koppel getuigde dat ze onder druk hadden gehandeld. Naami had in 2006 asiel gekregen en was met Saadouni gaan samenwonen in Wilrijk. Ze kregen al jaren geld van Assadi. Het feitelijke doelwit zou de MEK-leidster Maryam Rajavi zijn geweest. Het vonnis van 4 februari 2021 hield het Ministerie van Inlichtingen en Nationale Veiligheid verantwoordelijk en beschouwde Assadi als de aanstuurder. Hij kreeg een gevangenisstraf van twintig jaar, het maximum voor deelneming aan een terroristische groep en poging tot moord. Hij ging niet in beroep.
Nadat eerder was gespeculeerd over een gevangenenruil met professor Ahmadreza Djalali, werd Assadi na vijf jaar gevangenschap vrijgelaten en overgedragen aan Iran in een uitwisseling voor de ngo-medewerker Olivier Vandecasteele en drie andere Europese gevangenen (twee Oostenrijkers en een Deen). Het verdrag dat daartoe eerder dat jaar was afgesloten, werd uiteindelijk niet gebruikt. De operatie kreeg zowel lof als kritiek. Het zou de Iraanse gijzelingspolitiek in de hand werken, maar er is geen bewijs dat een principiële houding daar wel een antwoord op zou bieden.

## Voetnoten
1. ↑  Koninklijk besluit van 24 mei 2023 betreffende de overdracht aan de Islamitische Republiek Iran van de heer Assaddollah Assadi
2. ↑  Wie is Assadollah Assadi, de veroordeelde Iraanse terrorist die geruild is voor Olivier Vandecasteele?, VRT NWS, 5 juli 2022, bijgewerkt 26 mei 2023
3. ↑  Iran laat na Olivier Vandecasteele nog 3 andere Europese gevangenen vrij in ruil voor Iraanse terrorist Assadolah Assadi, VRT NWS, 2 juni 2023
4. 1 2  Vijftien jaar onder de radar gebleven om dan toe te slaan, Het Nieuwsblad, 26 oktober 2019
5. ↑  "Op familietrip met een bom in de koffer", De Morgen, 20 februari 2021
6. ↑  Zware straffen voor terreurcel uit Wilrijk: ‘Geen discussie over rol Iraanse geheime dienst’, De Morgen, 4 februari 2021
7. ↑  Iraanse topspion verdacht van verijdelde terreuraanslag ziet ondanks maximumstraf af van beroep, De Standaard, 5 mei 2021
8. ↑  "Veel open vragen na gevangenenruil Vandecasteele", De Tijd, 31 mei 2023